# Les Terres Basses
Les Terres Basses est le septième tome de la série de bande dessinée Seuls, écrit par Fabien Vehlmann et dessiné par Bruno Gazzotti, sorti en 2012. Il s'agit également du deuxième tome du deuxième cycle.

## Synopsis
La Zone rouge s'est enfoncée dans le sol et une immense falaise sépare les enfants du reste de Fortville. Il est désormais impossible de quitter la Zone. Les deux clans rivaux, celui de Dodji et celui de Saul, vont devoir s'allier pour trouver une solution et fuir. Cependant, d'étranges créatures avec de mauvaises intentions apparaissent dans la Zone qui se couvre de brume, tel "l'Enfant-Miroir" qui ne se voit que dans les miroirs ou des enfants enlevés qui reviennent en zombies. Les enfants des deux clans doivent donc faire vite. Ils ont l'idée d'utiliser la grande échelle d'un camion de pompier mais la falaise est trop haute. Alors, Dodji et Saul prennent la décision de sauter en parapente du haut d'un immeuble pour voler jusqu'au dessus de la falaise. Mais les mystérieuses créatures ne vont pas les laisser faire si facilement.